# Sidnei
Sidnei Rechel da Silva Junior, auch Sidnei genannt, (* 23. August 1989 in Alegrete) ist ein brasilianischer Fußballspieler auf der Position des Innenverteidigers.

## Karriere

### Verein
In seiner Jugend spielte Sidnei bei dem brasilianischen Club Internacional Porto Alegre. Auch zu Beginn seiner Profikarriere verließ er den Club nicht, sondern spielte bis 2008 bei den Brasilianern. Am 24. Juli 2008 unterschrieb er einen Fünfjahresvertrag bei dem portugiesischen Rekordmeister Benfica Lissabon. Im Juni 2011 wurde bekannt gegeben, dass Sidnei in der Saison 2011/12 zu Beşiktaş Istanbul verliehen wird. Es folgten weitere Leihen zu Espanyol Barcelona und im Anschluss an Deportivo La Coruña. Zu letzteren wechselte er im Anschluss fest. Ab 2018 spielt er bis August 2021 für Betis Sevilla.
Am 13. Dezember 2021 wurde bekannt, dass Sidnei für die Saison 2022 beim Cruzeiro EC in seiner Heimat unterzeichnet hat. Bereits Ende März 2022 wechselte Sidnei erneut. Er ging zum Goiás EC, welches für ihn ein Wechsel in die höchste Spielklasse Brasiliens bedeutete. Ab Juli 2022 spielte Sidnei ein Jahr lang beim spanischen Zweitligisten UD Las Palmas. Anschließend kehrte er im Sommer 2023 wieder nach Brasilien zurück, wo ihn der Zweitligist Ceará SC unter Vertrag nahm; nach lediglich zwei Einsätzen verließ er den Verein zum Jahresende wieder. Nach längerer Zeit der Vereinslosigkeit nahm ihn im Oktober 2024 ab Jahresbeginn 2025 der Verein Monsoon FC in der regionalen zweiten Liga in der Staatsmeisterschaft von Rio Grande do Sul unter Vertrag.

### Nationalmannschaft
Sidnei nahm mit der brasilianischen U17-Nationalmannschaft 2005 an der U17-Weltmeisterschaft in Peru teil, bei der das Team nach einer 0:3-Finalniederlage gegen Mexiko Vize-Weltmeister wurde. Er selbst wirkte dabei bis auf das Halbfinale in jedem Spiel mit.

## Erfolge
Benfica Lissabon
- Portugiesische Meisterschaft: 2010
- Taça da Liga: 2009, 2010